# Detroit Motor City Mustangs
Die Detroit Motor City Mustangs waren ein US-amerikanisches Inlinehockeyfranchise aus Detroit im Bundesstaat Michigan. Es existierte im Jahr 1995 und nahm an einer Spielzeit der professionellen Inlinehockeyliga Roller Hockey International teil. Die Heimspiele des Teams wurden in der Cobo Arena ausgetragen.

## Geschichte
In seiner einzigen Saison gelangte das Team in den Playoffs um den Murphy Cup bis in das Conference-Viertelfinale, dort unterlag es den St. Louis Vipers. Cheftrainer des Teams war Marty Howe.
Nach der Saison 1995 wurde das Team aufgelöst.
1995 hatte das Team einen Zuschauerschnitt von 2504 und fand sich im Vergleich der anderen Teams im unteren Viertel wieder. Der Zuschauerkrösus Anaheim Bullfrogs hatte einen Schnitt von 10038, während lediglich 1178 Zuschauer die Spiele der Orlando Rollergators besuchen wollten.
Die Teamfarben waren Lila, Orange, Grün und Schwarz.

## Saisonstatistik
Abkürzungen: Sp = Spiele, S = Siege, N = Niederlagen, U = Unentschieden, Pkt = Punkte, T = Erzielte Tore, GT = Gegentore
| Saison | Sp | S  | N | U | Pkt | T   | GT  | Platz       | Playoffs                                                |
| 1995   | 24 | 11 | 9 | 4 | 26  | 177 | 181 | 3., Central | Niederlage im Conference-Viertelfinale, 0:2 (St. Louis) |

## Bekannte Spieler
- Daniel Berthiaume
- John Craighead
- Jay Mazur
- Bobby Reynolds